# 黑爾 (堪薩斯州)
黑爾（Hale）為美國堪薩斯州學托擴縣的一座非建制地區。

## 歷史
位在黑爾的郵政局於1882年5月18日開設，期間持續營運直到1907年6月29日裁撤。